# Arthur Adams (chanteur)
Pour les articles homonymes, voir Arthur Adams et Adams.
Arthur Adams, né le 25 décembre 1943 à Medon (Tennessee), est un guitariste de blues américain.

## Biographie
À l'âge de six ans, Arthur Adams chante du gospel. Il apprend la guitare à l'adolescence en observant les positions des doigts sur l'instrument de sa mère. Il forme un premier groupe avec ses cousins, Gospel Travelers, qui tourne alors dans le Tennessee et en Arkansas mais le groupe s'arrête lorsque Adams entre à l'Université d'État du Tennessee, où il étudie la musique et joue dans un groupe de jazz et de blues de l'établissement.
Il commence une carrière professionnelle en jouant du blues dans le Club Baron, un bar étudiant local puis rencontre Gene Allison (en) qui l'engage comme choriste. En 1957, le titre d' Allison You Can Make It If You Try (en) est un succès mais la tournée n'en est pas un et s'arrête à Dallas où Adams va rester de février 1959 à avril 1964. Il travaille alors dans des boîtes de nuit locales, le Clubhouse et l'Empire Room, où il se produit avec, entre autres, Lightnin' Hopkins, Chuck Berry, Elmore James, Lowell Fulson et Buddy Guy dont il reprend l'habitude de marcher dans le public. Jimmy Beck (en) l'engage en 1959.
Au début des années 1960, il produit plusieurs singles, dont If It Ain't One Thing It's Another / Willin 'To Die pour Jamie Records (en). Sur le label Dutchess, il sort I Had A Dream en 1961 et chez Valdot, The Same Thing / Tend To Your Business. Sur certains de ses disques, jusqu'à la fin des années 1960, il est crédité comme Arthur K. Adams - le « K » étant un dispositif de marketing, sans signification particulière.
En 1964, Adams s'installe à Los Angeles où il travaille comme musicien de studio pour Vee-Jay Records. Il passe à temps plein au service de Quincy Jones avec qui il enregistre les singles des Frères Bihari sur Kent Records et de Hugh Masekela sur le label Chisa. Il devient un musicien de studio prolifique et contribue aussi à des films et des bandes sonores, jouant sur des centaines de sessions avec des artistes tels Lou Rawls et Henry Mancini. En 1967, il interprète ainsi la musique du téléfilm The Outsider et enregistre une piste de blues, She Drives Me Out of My Mind pour Modern Records des frères Bihari.
Il chante aussi en duo avec Edna Wright le titre Let's Get Together sous le nom Arthur & Mary. Recommandé par Bobby Womack, il entre dans un groupe en résidence pour un programme de télévision de Rosey Grier. Il travaille aussi avec les Jackson 5, Henry Mancini, Lou Rawls, Willie Hutch, Sonny Bono, Nancy Wilson, Kim Weston, Sonny Charles (en) ou encore Checkmates, Ltd. (en).
Sa chanson Love And Peace, reprise par Quincy Jones sur son album Walking in Space, remporte un Grammy Award en 1969.
Il prend part à de nombreux enregistrements de bandes-sonores pour la télévision et le cinéma et, à la fin des années 1960, enregistre plusieurs disques de Rhythm and blues avec The Crusaders. En 1969, il sort le single It's Private Tonight sur le label Chisa Records distribué par Motown puis rejoint Bob Krasnow (en). Il sort en 1972 son premier album solo, It's Private Tonight coproduit par Bonnie Raitt et Tommy LiPuma.
Il sortit ensuite quatre autres albums. Son style devient progressivement plus funk avec la sortie de trois autres albums, Home Brew (Fantasy Records, 1975), Midnight Serenade (Fantasy Records) et I Love Love Love My Lady (A&M Records). Il a également co-écrit Truckload of Lovin avec Jimmy Lewis.
En 1981, son titre You Got the Floor (en) obtient un important succès et se classe à la première place des charts dans la catégorie disco en Grande-Bretagne et 38e des singles. En 1985, il devient le bassiste de Nina Simone pour ses tournées et contribue en écrivant plusieurs chansons de l'album Nina's Back.
Adams fonde en 1987 son propre groupe de blues. Il écrit deux chansons pour l'album de BB King, There is Always One More Time (en) (1992) et devient le chef d'orchestre du club de blues de BB King à Los Angeles.
En 1999, il sort l'album Back on Track, sa première sortie solo depuis 20 ans. BB King joue de la guitare sur l'album.
En 2004, il sort Soul of the Blues et en septembre 2012, un single de deux chansons intitulé Feet Back in the Door produit par le musicien Keb' Mo'.

## Discographie
| Year | Title                      | Label              |
| ---- | -------------------------- | ------------------ |
| 1972 | It's Private Tonight       | Blue Thumb         |
| 1975 | Home Brew                  | Fantasy            |
| 1977 | Midnight Serenade          | Fantasy            |
| 1979 | I Love Love Love My Lady   | A&M                |
| 1999 | Back on Track              | Blind Pig          |
| 2004 | Soul of the Blues          | PM                 |
| 2009 | Stomp the Floor            | Delta Groove       |
| 2012 | Feet Back in the Door (EP) | Kind of Blue Music |